# Temporada 2011 del Campeonato del Mundo de Moto2
La temporada 2011 del campeonato del mundo de Moto2 fue parte de la 63.ª edición del Campeonato del Mundo de Motociclismo.

## Calendario
Calendario del Campeonato del Mundo de Motociclismo de Moto2:
| Carrera | Fecha            | Gran Premio                                     | Circuito         |
| ------- | ---------------- | ----------------------------------------------- | ---------------- |
| 1       | 20 de marzo      | Gran Premio de Catar (*)                        | Losail           |
| 2       | 3 de abril       | Gran Premio de España                           | Jerez            |
| 3       | 1 de mayo        | Gran Premio bwin de Portugal                    | Estoril          |
| 4       | 15 de mayo       | Gran Premio Monster Energy de Francia           | Le Mans          |
| 5       | 5 de junio       | Gran Premio Aperol de Cataluña                  | Montmeló         |
| 6       | 12 de junio      | Gran Premio AirAsia de Gran Bretaña             | Silverstone      |
| 7       | 25 de junio      | Gran Premio Iveco de los Países Bajos (**)      | Assen            |
| 8       | 3 de julio       | Gran Premio Telecom Italia Mobile de Italia     | Mugello          |
| 9       | 17 de julio      | Gran Premio Eni de Alemania                     | Sachsenring      |
| 10      | 24 de julio      | Gran Premio Red Bull de Estados Unidos (***)    | Laguna Seca      |
| 11      | 14 de agosto     | Gran Premio Cardion ab de República Checa       | Brno             |
| 12      | 28 de agosto     | Gran Premio Red Bull de Indianápolis            | Indianápolis     |
| 13      | 4 de septiembre  | Gran Premio Aperol San Marino                   | Misano           |
| 14      | 18 de septiembre | Gran Premio de Aragón                           | Motorland Aragón |
| 15      | 2 de octubre     | Gran Premio de Japón (****)                     | Motegi           |
| 16      | 16 de octubre    | Gran Premio Iveco de Australia                  | Phillip Island   |
| 17      | 23 de octubre    | Gran Premio Shell Advance de Malasia            | Sepang           |
| 18      | 6 de noviembre   | Gran Premio Generali de la Comunidad Valenciana | Ricardo Tormo    |

- * Carrera nocturna
- ** Carrera disputada en sábado
- *** Solo corre la categoría de MotoGP
- **** Ésta carrera no se llevó a cabo el día 24 de abril de 2011, como estaba asignado originalmente, debido a una petición de aplazamiento de la carrera atendida por la FIM por la catástrofe causada por el Terremoto y tsunami de Japón de 2011. El terremoto que asoló Japón y que ha dañado algunas de las estructuras del circuito de Motegi, en donde al parecer se han registrado algunas fisuras en el asfalto, y el posterior tsunami, que ha provocado la alerta nuclear en el país. Ahora, se ha trasladado para la fecha del 2 de octubre de 2011, cuya fecha coincide entre las fechas de Aragón y Australia.

## Pilotos y equipos
| Equipo                                                    | Constructor | Moto               | N.º | Piloto               | Rondas            |
| --------------------------------------------------------- | ----------- | ------------------ | --- | -------------------- | ----------------- |
| IodaRacing Project                                        | FTR         | FTR Moto M211      | 3   | Simone Corsi         | 1–9, 11–18        |
| IodaRacing Project                                        | FTR         | FTR Moto M211      | 75  | Mattia Pasini        | 1–9, 11–18        |
| GP Team Switzerland Kiefer Racing Viessmann Kiefer Racing | Kalex       | Kalex Moto2        | 4   | Randy Krummenacher   | 1–9, 11–18        |
| GP Team Switzerland Kiefer Racing Viessmann Kiefer Racing | Kalex       | Kalex Moto2        | 65  | Stefan Bradl         | 1–9, 11–18        |
| Avintia-STX Blusens-STX                                   | FTR         | FTR Moto M211      | 6   | Joan Olivé           | 13                |
| Avintia-STX Blusens-STX                                   | FTR         | FTR Moto M211      | 9   | Kenny Noyes          | 1–9, 11–18        |
| Avintia-STX Blusens-STX                                   | FTR         | FTR Moto M211      | 10  | Martín Cárdenas      | 12                |
| Avintia-STX Blusens-STX                                   | FTR         | FTR Moto M211      | 34  | Esteve Rabat         | 1–9, 11–18        |
| Avintia-STX Blusens-STX                                   | FTR         | FTR Moto M211      | 68  | Yonny Hernández      | 1–9, 11, 14–18    |
| Aeroport de Castelló                                      | FTR         | FTR Moto M211      | 6   | Joan Olivé           | 14–18             |
| Aeroport de Castelló                                      | FTR         | FTR Moto M211      | 24  | Tommaso Lorenzetti   | 8–9, 11           |
| Aeroport de Castelló                                      | FTR         | FTR Moto M211      | 32  | Jacob Gagne          | 13                |
| Aeroport de Castelló                                      | FTR         | FTR Moto M211      | 49  | Kev Coghlan          | 1–7               |
| Aeroport de Castelló                                      | FTR         | FTR Moto M211      | 73  | J. D. Beach          | 12                |
| CIP with TSR                                              | TSR         | TSR TSR6           | 7   | Tomoyoshi Koyama     | 15                |
| Technomag-CIP                                             | Suter       | Suter MMXI         | 7   | Tomoyoshi Koyama     | 13–14             |
| Technomag-CIP                                             | Suter       | Suter MMXI         | 54  | Kenan Sofuoğlu       | 1–9, 11–12, 15–18 |
| Technomag-CIP                                             | Suter       | Suter MMXI         | 77  | Dominique Aegerter   | 1–9, 11–18        |
| QMMF Racing Team                                          | Moriwaki    | Moriwaki MD600     | 8   | Alex Cudlin          | 4                 |
| QMMF Racing Team                                          | Moriwaki    | Moriwaki MD600     | 88  | Ricard Cardús        | 1–5, 7–9, 11–17   |
| QMMF Racing Team                                          | Moriwaki    | Moriwaki MD600     | 95  | Mashel Al Naimi      | 1–9, 11–18        |
| QMMF Racing Team                                          | Moriwaki    | Moriwaki MD600     | 96  | Nasser Al Malki      | 1                 |
| QMMF Racing Team                                          | Moriwaki    | Moriwaki MD600     | 96  | Nasser Al Malki      | 6, 18             |
| Interwetten Paddock Moto2                                 | Suter       | Suter MMXI         | 12  | Thomas Lüthi         | 1–9, 11–18        |
| MZ Racing Team                                            | MZ-RE Honda | MZ Moto2           | 13  | Anthony West         | 1–3               |
| MZ Racing Team                                            | MZ-RE Honda | FTR Moto M210      | 13  | Anthony West         | 4–9, 11–18        |
| MZ Racing Team                                            | MZ-RE Honda | FTR Moto M210      | 76  | Max Neukirchner      | 1–9, 11–18        |
| Thai Honda Singha SAG SAG Team                            | FTR         | FTR Moto M211      | 14  | Ratthapark Wilairot  | 1–9, 11–16, 18    |
| Thai Honda Singha SAG SAG Team                            | FTR         | FTR Moto M211      | 23  | Apiwat Wongthananon  | 17                |
| Thai Honda Singha SAG SAG Team                            | FTR         | FTR Moto M211      | 35  | Raffaele de Rosa     | 6                 |
| Thai Honda Singha SAG SAG Team                            | FTR         | FTR Moto M211      | 64  | Santiago Hernández   | 1–5, 7–9, 11–18   |
| JiR Moto2                                                 | Motobi      | TSR TSR6           | 15  | Alex de Angelis      | 1–9, 11–18        |
| NGM Forward Racing                                        | Suter       | Suter MMXI         | 16  | Jules Cluzel         | 1–9, 11–18        |
| NGM Forward Racing                                        | Suter       | Suter MMXI         | 25  | Alex Baldolini       | 1–9, 11           |
| NGM Forward Racing                                        | Suter       | Suter MMXI         | 35  | Raffaele de Rosa     | 12–18             |
| Mapfre Aspar Team Moto2                                   | Suter       | Suter MMXI         | 18  | Jordi Torres         | 6, 8–9, 11–18     |
| Mapfre Aspar Team Moto2                                   | Suter       | Suter MMXI         | 20  | Iván Moreno          | 16–17             |
| Mapfre Aspar Team Moto2                                   | Suter       | Suter MMXI         | 21  | Javier Forés         | 1–7               |
| Mapfre Aspar Team Moto2                                   | Suter       | Suter MMXI         | 35  | Raffaele de Rosa     | 8                 |
| Mapfre Aspar Team Moto2                                   | Suter       | Suter MMXI         | 60  | Julián Simón         | 1–5, 9, 11–14, 18 |
| Mapfre Aspar Team Moto2                                   | Suter       | Suter MMXI         | 82  | Elena Rosell         | 7                 |
| Mapfre Aspar Team Moto2                                   | Suter       | Suter MMXI         | 82  | Elena Rosell         | 14, 18            |
| Tech 3 B Tech 3 Racing                                    | Tech 3      | Tech 3 Mistral 610 | 19  | Xavier Siméon        | 1–9, 11–18        |
| Tech 3 B Tech 3 Racing                                    | Tech 3      | Tech 3 Mistral 610 | 38  | Bradley Smith        | 1–9, 11–18        |
| Tech 3 B Tech 3 Racing                                    | Tech 3      | Tech 3 Mistral 610 | 63  | Mike Di Meglio       | 1–9, 11–18        |
| Andreozzi Reparto Corse                                   | FTR         | FTR Moto M211      | 22  | Alessandro Andreozzi | 13                |
| G22 Racing Team Desguaces La Torre G22                    | Moriwaki    | Moriwaki MD600     | 25  | Alex Baldolini       | 18                |
| G22 Racing Team Desguaces La Torre G22                    | Moriwaki    | Moriwaki MD600     | 31  | Carmelo Morales      | 5–8, 12–13        |
| G22 Racing Team Desguaces La Torre G22                    | Suter       | Suter MMXI         | 31  | Carmelo Morales      | 9, 11             |
| G22 Racing Team Desguaces La Torre G22                    | Moriwaki    | Moriwaki MD600     | 33  | Sergio Gadea         | 14–15             |
| G22 Racing Team Desguaces La Torre G22                    | Moriwaki    | Moriwaki MD600     | 35  | Raffaele de Rosa     | 1–4               |
| G22 Racing Team Desguaces La Torre G22                    | Moriwaki    | Moriwaki MD600     | 99  | Łukasz Wargala       | 2–3               |
| Pons HP 40                                                | Pons Kalex  | Kalex Moto2        | 25  | Alex Baldolini       | 12–14             |
| Pons HP 40                                                | Pons Kalex  | Kalex Moto2        | 40  | Aleix Espargaró      | 1–9, 11–18        |
| Pons HP 40                                                | Pons Kalex  | Kalex Moto2        | 80  | Axel Pons            | 1–9, 11, 15–18    |
| Speed Master                                              | Suter       | Suter MMXI         | 29  | Andrea Iannone       | 1–9, 11–18        |
| Italtrans Racing Team                                     | Suter       | Suter MMXI         | 30  | Takaaki Nakagami     | 15                |
| Italtrans Racing Team                                     | Suter       | Suter MMXI         | 39  | Robertino Pietri     | 1–9, 11–18        |
| Italtrans Racing Team                                     | Suter       | Suter MMXI         | 71  | Claudio Corti        | 1–9, 11–14, 16–18 |
| GPTech                                                    | FTR         | FTR Moto M211      | 32  | Jacob Gagne          | 12                |
| Marc VDS Racing Team                                      | Suter       | Suter MMXI         | 36  | Mika Kallio          | 1–9, 11–18        |
| Marc VDS Racing Team                                      | Suter       | Suter MMXI         | 45  | Scott Redding        | 1–9, 11–18        |
| BRP Racing                                                | Suter       | Suter MMXI         | 43  | Kris McLaren         | 16                |
| BRP Racing                                                | FTR         | FTR Moto M210      | 56  | Blake Leigh-Smith    | 16                |
| HP Tuenti Speed Up Speed Up                               | FTR         | FTR Moto M211      | 44  | Pol Espargaró        | 1–9, 11–18        |
| HP Tuenti Speed Up Speed Up                               | FTR         | FTR Moto M211      | 53  | Valentin Debise      | 1–9, 11–18        |
| Gresini Racing Moto2                                      | Moriwaki    | Moriwaki MD600     | 51  | Michele Pirro        | 1–9, 11–18        |
| Gresini Racing Moto2                                      | Moriwaki    | Moriwaki MD600     | 72  | Yuki Takahashi       | 1–9, 11–18        |
| Team Climent                                              | MIR         | MIR Moto2          | 61  | Óscar Climent        | 18                |
| EAB Racing                                                | Ten Kate    | Ten Kate Moto2     | 66  | Michael van der Mark | 7                 |
| Faenza Racing                                             | Suter       | Suter MMXI         | 70  | Mattia Tarozzi       | 8                 |
| Petronas Malaysia                                         | Moriwaki    | Moriwaki MD600     | 86  | Hafizh Syahrin       | 17                |
| Petronas Malaysia                                         | Moriwaki    | Moriwaki MD600     | 87  | Mohamad Zamri Baba   | 17                |
| Team Catalunya Caixa Repsol                               | Suter       | Suter MMXI         | 93  | Marc Márquez         | 1–9, 11–18        |
| MS Racing                                                 | Suter       | Suter MMXI         | 97  | Steven Odendaal      | 2–4, 7, 9, 11     |

| Leyenda             | Leyenda |
| ------------------- | ------- |
| Piloto titular      |         |
| Piloto invitado     |         |
| Piloto de reemplazo |         |

## Resultados y clasificación

### Grandes premios
| #  | Gran Premio                            | Pole Position                   | Vuelta rápida                   | Piloto ganador                  | Constructor ganador             |
| -- | -------------------------------------- | ------------------------------- | ------------------------------- | ------------------------------- | ------------------------------- |
| 1  | Gran Premio de Catar                   | Stefan Bradl                    | Alex de Angelis                 | Stefan Bradl                    | Kalex                           |
| 2  | Gran Premio de España                  | Stefan Bradl                    | Andrea Iannone                  | Andrea Iannone                  | Suter                           |
| 3  | Gran Premio de Portugal                | Stefan Bradl                    | Andrea Iannone                  | Stefan Bradl                    | Kalex                           |
| 4  | Gran Premio de Francia                 | Stefan Bradl                    | Marc Márquez                    | Marc Márquez                    | Suter                           |
| 5  | Gran Premio de Cataluña                | Stefan Bradl                    | Bradley Smith                   | Stefan Bradl                    | Kalex                           |
| 6  | Gran Premio de Gran Bretaña            | Marc Márquez                    | Stefan Bradl                    | Stefan Bradl                    | Kalex                           |
| 7  | Gran Premio de los Países Bajos        | Stefan Bradl                    | Pol Espargaró                   | Marc Márquez                    | Suter                           |
| 8  | Gran Premio de Italia                  | Marc Márquez                    | Stefan Bradl                    | Marc Márquez                    | Suter                           |
| 9  | Gran Premio de Alemania                | Marc Márquez                    | Yonny Hernández                 | Marc Márquez                    | Suter                           |
| 10 | Gran Premio de Estados Unidos          | No Hay carrera de Moto2 y 125cc | No Hay carrera de Moto2 y 125cc | No Hay carrera de Moto2 y 125cc | No Hay carrera de Moto2 y 125cc |
| 11 | Gran Premio de República Checa         | Marc Márquez                    | Andrea Iannone                  | Andrea Iannone                  | Suter                           |
| 12 | Gran Premio de Indianápolis            | Marc Márquez                    | Andrea Iannone                  | Marc Márquez                    | Suter                           |
| 13 | Gran Premio San Marino                 | Stefan Bradl                    | Andrea Iannone                  | Marc Márquez                    | Suter                           |
| 14 | Gran Premio de Aragón                  | Marc Márquez                    | Marc Márquez                    | Marc Márquez                    | Suter                           |
| 15 | Gran Premio de Japón                   | Marc Márquez                    | Andrea Iannone                  | Andrea Iannone                  | Suter                           |
| 16 | Gran Premio de Australia               | Alex de Angelis                 | Alex de Angelis                 | Alex de Angelis                 | Motobi                          |
| 17 | Gran Premio de Malasia                 | Thomas Lüthi                    | Stefan Bradl                    | Thomas Lüthi                    | Suter                           |
| 18 | Gran Premio de la Comunidad Valenciana | Michele Pirro                   | Andrea Iannone                  | Michele Pirro                   | Moriwaki                        |

### Clasificación de pilotos
Sistema de puntuación
Los puntos se reparten entre los quince primeros clasificados en acabar la carrera. 
Sistema de puntuación de 1993 hasta 2022:
| Posición | 1.º | 2.º | 3.º | 4.º | 5.º | 6.º | 7.º | 8.º | 9.º | 10.º | 11.º | 12.º | 13.º | 14.º | 15.º |
| Puntos   | 25  | 20  | 16  | 13  | 11  | 10  | 9   | 8   | 7   | 6    | 5    | 4    | 3    | 2    | 1    |

| Pos | Piloto               | Moto        | QAT | ESP | POR | FRA | CAT | GBR | NED | ITA | GER | CZE | IND | RSM | ARA | JPN | AUS | MAL | VAL | Pts |
| --- | -------------------- | ----------- | --- | --- | --- | --- | --- | --- | --- | --- | --- | --- | --- | --- | --- | --- | --- | --- | --- | --- |
| 1   | Stefan Bradl         | Kalex       | 1   | 5   | 1   | 3   | 1   | 1   | Ret | 2   | 2   | 3   | 6   | 2   | 8   | 4   | 2   | 2   | Ret | 274 |
| 2   | Marc Márquez         | Suter       | Ret | Ret | 21  | 1   | 2   | Ret | 1   | 1   | 1   | 2   | 1   | 1   | 1   | 2   | 3   | DNS | WD  | 251 |
| 3   | Andrea Iannone       | Suter       | 2   | 1   | 13  | Ret | 15  | 16  | 12  | 5   | 14  | 1   | 11  | 3   | 2   | 1   | 8   | 9   | 11  | 177 |
| 4   | Alex de Angelis      | Motobi      | 4   | 7   | 12  | 10  | 6   | Ret | 5   | 4   | 3   | 4   | 15  | 4   | 4   | 6   | 1   | 4   | 12  | 174 |
| 5   | Thomas Lüthi         | Suter       | 3   | 2   | Ret | 5   | Ret | 15  | 8   | 6   | 5   | 5   | 17  | 8   | 7   | 3   | 11  | 1   | 17  | 151 |
| 6   | Simone Corsi         | FTR         | 6   | 3   | 5   | 7   | 4   | 10  | 14  | 7   | 8   | 9   | 14  | 10  | 3   | 5   | 15  | Ret | Ret | 127 |
| 7   | Bradley Smith        | Tech 3      | 9   | 4   | 29  | 9   | 19  | 2   | 3   | 3   | Ret | Ret | 4   | 6   | 6   | 7   | 18  | DNS | 23  | 121 |
| 8   | Dominique Aegerter   | Suter       | 13  | 28  | 4   | 8   | Ret | 20  | 18  | 11  | 12  | 8   | 12  | 13  | 9   | 8   | 12  | 5   | 3   | 94  |
| 9   | Michele Pirro        | Moriwaki    | 8   | 9   | 22  | 14  | 12  | 3   | 17  | Ret | 10  | 18  | 20  | 14  | Ret | 13  | 14  | 7   | 1   | 84  |
| 10  | Esteve Rabat         | FTR         | 14  | 15  | 10  | 21  | 7   | 6   | 7   | 16  | Ret | 7   | 3   | 11  | 16  | 9   | Ret | 11  | Ret | 79  |
| 11  | Yuki Takahashi       | Moriwaki    | 5   | Ret | 3   | 2   | Ret | 7   | Ret | 14  | Ret | 12  | 25  | 7   | 31  | 30  | 10  | Ret | Ret | 77  |
| 12  | Aleix Espargaró      | Pons Kalex  | 11  | 24  | Ret | 6   | 3   | 18  | 16  | 9   | Ret | 6   | 10  | Ret | 5   | 31  | 13  | 8   | 21  | 76  |
| 13  | Pol Espargaró        | FTR         | 22  | 20  | 6   | 13  | 16  | Ret | Ret | 28  | 13  | 16  | 2   | 9   | 14  | 15  | 5   | 3   | 14  | 75  |
| 14  | Julián Simón         | Suter       | 10  | 6   | 2   | 4   | Ret |     |     |     | Ret | DNS | 7   | 12  | 17  |     |     |     | 10  | 68  |
| 15  | Scott Redding        | Suter       | 31  | 23  | 25  | 16  | 11  | 5   | 24  | 27  | 7   | 26  | 5   | 5   | 15  | 20  | 7   | 10  | 30  | 63  |
| 16  | Mika Kallio          | Suter       | 20  | 17  | Ret | Ret | 8   | Ret | Ret | 17  | Ret | 13  | 9   | 15  | 10  | 10  | 16  | 6   | 2   | 61  |
| 17  | Kenan Sofuoğlu       | Suter       | 18  | 16  | Ret | 26  | Ret | 8   | 2   | 10  | 11  | 10  | DNS |     |     | 19  | 6   | 12  | 20  | 59  |
| 18  | Randy Krummenacher   | Kalex       | 27  | 27  | 7   | 12  | 5   | 11  | 9   | 13  | 4   | Ret | 21  | 19  | 21  | 24  | 21  | 21  | 16  | 52  |
| 19  | Yonny Hernández      | FTR         | 12  | 14  | 18  | 20  | 9   | 9   | 13  | Ret | 6   | Ret |     |     | DNS | 23  | 24  | DSQ | 6   | 43  |
| 20  | Max Neukirchner      | MZ-RE Honda | 15  | 10  | DNS | 15  | 10  | 12  | 10  | 8   | Ret | Ret | 24  | Ret | 13  | 18  | Ret | Ret | 9   | 42  |
| 21  | Jules Cluzel         | Suter       | 7   | Ret | Ret | 11  | 23  | 4   | Ret | 15  | 9   | Ret | 16  | Ret | Ret | 16  | Ret | 13  | 13  | 41  |
| 22  | Anthony West         | MZ-RE Honda | Ret | 11  | 27  | 25  | 22  | Ret | 4   | 21  | 23  | 29  | 26  | 27  | 11  | 12  | Ret | Ret | 4   | 40  |
| 23  | Mike Di Meglio       | Tech 3      | 19  | 26  | 9   | Ret | Ret | 17  | Ret | 24  | 16  | 15  | 27  | 16  | 12  | 27  | 9   | 14  | 7   | 30  |
| 24  | Mattia Pasini        | FTR         | Ret | 13  | 20  | 23  | Ret | Ret | 6   | 20  | 19  | 11  | 8   | 17  | Ret | 14  | Ret | Ret | Ret | 28  |
| 25  | Claudio Corti        | Suter       | 21  | 21  | 11  | 22  | 17  | Ret | 15  | 23  | 15  | 14  | 22  | 18  | 19  |     | 4   | Ret | 15  | 23  |
| 26  | Xavier Siméon        | Tech 3      | 25  | 19  | 26  | 18  | 14  | Ret | Ret | 12  | 18  | 23  | 13  | Ret | 18  | 11  | Ret | 15  | 8   | 23  |
| 27  | Alex Baldolini       | Suter       | 28  | Ret | 8   | Ret | 13  | 14  | 11  | Ret | 17  | Ret |     |     |     |     |     |     |     | 18  |
| 27  | Alex Baldolini       | Pons Kalex  |     |     |     |     |     |     |     |     |     |     | 34  | Ret | 22  |     |     |     |     | 18  |
| 27  | Alex Baldolini       | Moriwaki    |     |     |     |     |     |     |     |     |     |     |     |     |     |     |     |     | 19  | 18  |
| 28  | Kenny Noyes          | FTR         | 24  | 29  | 17  | 17  | Ret | Ret | Ret | 29  | 20  | 20  | Ret | 23  | 23  | 17  | 22  | NC  | 5   | 11  |
| 29  | Kev Coghlan          | FTR         | Ret | 8   | DNS | 27  | 24  | 13  | 21  |     |     |     |     |     |     |     |     |     |     | 11  |
| 30  | Ratthapark Wilairot  | FTR         | Ret | 12  | Ret | 24  | DNS | Ret | Ret | Ret | 25  | 17  | Ret | Ret | Ret | 22  | DNS |     | Ret | 4   |
| 31  | Ricard Cardús        | Moriwaki    | 17  | 22  | 14  | Ret | DNS |     | 19  | 22  | 28  | 22  | 19  | 21  | 25  | Ret | 17  | DNS |     | 2   |
| 32  | Axel Pons            | Pons Kalex  | 16  | Ret | 15  | Ret | Ret | Ret | Ret | DNS | 22  | 24  |     |     |     | Ret | 19  | NC  | DNS | 1   |
| 33  | Raffaele de Rosa     | Moriwaki    | 30  | 25  | 16  | 19  |     |     |     |     |     |     |     |     |     |     |     |     |     | 0   |
| 33  | Raffaele de Rosa     | FTR         |     |     |     |     |     | 21  |     |     |     |     |     |     |     |     |     |     |     | 0   |
| 33  | Raffaele de Rosa     | Suter       |     |     |     |     |     |     |     | Ret |     |     | 23  | 22  | Ret | Ret | 20  | Ret | Ret | 0   |
| 34  | Joan Olivé           | FTR         |     |     |     |     |     |     |     |     |     |     |     | 26  | 28  | 26  | 23  | 16  | 26  | 0   |
| 35  | Jordi Torres         | Suter       |     |     |     |     |     | Ret |     | 19  | 21  | 19  | 18  | DNS | 20  | Ret | Ret | 17  | 18  | 0   |
| 36  | Javier Forés         | Suter       | 26  | 18  | 19  | 29  | Ret | 19  | 23  |     |     |     |     |     |     |     |     |     |     | 0   |
| 37  | Valentin Debise      | FTR         | 23  | 30  | Ret | 28  | 20  | 22  | Ret | 18  | Ret | 21  | 30  | 25  | 29  | 21  | Ret | Ret | Ret | 0   |
| 38  | Carmelo Morales      | Moriwaki    |     |     |     |     | 18  | Ret | 20  | 25  |     |     | Ret | Ret |     |     |     |     |     | 0   |
| 38  | Carmelo Morales      | Suter       |     |     |     |     |     |     |     |     | DNS | Ret |     |     |     |     |     |     |     | 0   |
| 39  | Mohamad Zamri Baba   | Moriwaki    |     |     |     |     |     |     |     |     |     |     |     |     |     |     |     | 18  |     | 0   |
| 40  | Iván Moreno          | Suter       |     |     |     |     |     |     |     |     |     |     |     |     |     |     | 25  | 19  |     | 0   |
| 41  | Tomoyoshi Koyama     | Suter       |     |     |     |     |     |     |     |     |     |     |     | 20  | 24  |     |     |     |     | 0   |
| 41  | Tomoyoshi Koyama     | TSR         |     |     |     |     |     |     |     |     |     |     |     |     |     | 28  |     |     |     | 0   |
| 42  | Hafizh Syahrin       | Moriwaki    |     |     |     |     |     |     |     |     |     |     |     |     |     |     |     | 20  |     | 0   |
| 43  | Santiago Hernández   | FTR         | Ret | 31  | 24  | Ret | 21  |     | Ret | 30  | 24  | 27  | 33  | 24  | 26  | Ret | 26  | Ret | 22  | 0   |
| 44  | Robertino Pietri     | Suter       | 29  | Ret | 23  | 30  | Ret | 23  | 26  | 26  | 26  | 25  | 32  | Ret | 30  | 25  | Ret | 22  | 24  | 0   |
| 45  | Michael van der Mark | Ten Kate    |     |     |     |     |     |     | 22  |     |     |     |     |     |     |     |     |     |     | 0   |
| 46  | Mashel Al Naimi      | Moriwaki    | Ret | 33  | 28  | 31  | Ret | 24  | 25  | 31  | 30  | 30  | 35  | 30  | 32  | 29  | 28  | 23  | 27  | 0   |
| 47  | Nasser Al Malki      | Moriwaki    | 32  |     |     |     |     | 25  |     |     |     |     |     |     |     |     |     |     | 29  | 0   |
| 48  | Elena Rosell         | Suter       |     |     |     |     |     |     | DNQ |     |     |     |     |     | 33  |     |     |     | 25  | 0   |
| 49  | Steven Odendaal      | Suter       |     | 32  | Ret | Ret |     |     | Ret |     | 27  | 28  |     |     |     |     |     |     |     | 0   |
| 50  | Sergio Gadea         | Moriwaki    |     |     |     |     |     |     |     |     |     |     |     |     | 27  | DNS |     |     |     | 0   |
| 51  | Blake Leigh-Smith    | FTR         |     |     |     |     |     |     |     |     |     |     |     |     |     |     | 27  |     |     | 0   |
| 52  | Jacob Gagne          | FTR         |     |     |     |     |     |     |     |     |     |     | 31  | 28  |     |     |     |     |     | 0   |
| 53  | Martín Cárdenas      | FTR         |     |     |     |     |     |     |     |     |     |     | 28  |     |     |     |     |     |     | 0   |
| 54  | Óscar Climent        | MIR         |     |     |     |     |     |     |     |     |     |     |     |     |     |     |     |     | 28  | 0   |
| 55  | Tommaso Lorenzetti   | FTR         |     |     |     |     |     |     |     | Ret | 29  | Ret |     |     |     |     |     |     |     | 0   |
| 56  | J. D. Beach          | FTR         |     |     |     |     |     |     |     |     |     |     | 29  |     |     |     |     |     |     | 0   |
| 57  | Alessandro Andreozzi | FTR         |     |     |     |     |     |     |     |     |     |     |     | 29  |     |     |     |     |     | 0   |
| 58  | Alex Cudlin          | Moriwaki    |     |     |     | 32  |     |     |     |     |     |     |     |     |     |     |     |     |     | 0   |
| 59  | Łukasz Wargala       | Moriwaki    |     | Ret | DNQ |     |     |     |     |     |     |     |     |     |     |     |     |     |     | 0   |
| 60  | Mattia Tarozzi       | Suter       |     |     |     |     |     |     |     | Ret |     |     |     |     |     |     |     |     |     | 0   |
| 61  | Kris McLaren         | Suter       |     |     |     |     |     |     |     |     |     |     |     |     |     |     | Ret |     |     | 0   |
| 62  | Apiwat Wongthananon  | FTR         |     |     |     |     |     |     |     |     |     |     |     |     |     |     |     | Ret |     | 0   |
| 63  | Takaaki Nakagami     | Suter       |     |     |     |     |     |     |     |     |     |     |     |     |     | DNS |     |     |     | 0   |
| Pos | Piloto               | Moto        | QAT | ESP | POR | FRA | CAT | GBR | NED | ITA | GER | CZE | IND | RSM | ARA | JPN | AUS | MAL | VAL | Pts |

| Color     | Resultado                                                               |
| --------- | ----------------------------------------------------------------------- |
| Oro       | Ganador                                                                 |
| Plata     | 2.ª plaza                                                               |
| Bronce    | 3.ª plaza                                                               |
| Verde     | Finalizó en los puntos                                                  |
| Azul      | Finalizó sin puntos                                                     |
| Azul      | NC - No clasificado                                                     |
| Violeta   | Ret - No terminó (Carrera)                                              |
| Rojo      | DNQ - No se clasificó                                                   |
| Negro     | DSQ - Descalificado                                                     |
| Blanco    | DNS - No empezó (carrera)                                               |
| Blanco    | WD - Retirado (fin de semana)                                           |
| Blanco    | C - Carrera cancelada                                                   |
| Sin color | DNP - Inscrito pero no participó                                        |
| Sin color | INJ - Lesionado                                                         |
| Sin color | EX - Excluido                                                           |
| Estado    | Resultado                                                               |
| Negrita   | Pole position                                                           |
| Cursiva   | Vuelta rápida                                                           |
| †         | Abandona, pero clasifica al completar el porcentaje requerido para ello |

### Clasificación constructores
| Pos | Constructor | QAT | ESP | POR | FRA | CAT | GBR | NED | ITA | GER | CZE | IND | RSM | ARA | JPN | AUS | MAL | VAL | Pts |
| --- | ----------- | --- | --- | --- | --- | --- | --- | --- | --- | --- | --- | --- | --- | --- | --- | --- | --- | --- | --- |
| 1   | Suter       | 2   | 1   | 2   | 1   | 2   | 4   | 1   | 1   | 1   | 1   | 1   | 1   | 1   | 1   | 3   | 1   | 2   | 384 |
| 2   | Kalex       | 1   | 5   | 1   | 3   | 1   | 1   | 9   | 2   | 2   | 3   | 6   | 2   | 8   | 4   | 2   | 2   | 16  | 281 |
| 3   | FTR         | 6   | 3   | 5   | 7   | 4   | 6   | 6   | 7   | 6   | 7   | 2   | 9   | 3   | 5   | 5   | 3   | 5   | 199 |
| 4   | Motobi      | 4   | 7   | 12  | 10  | 6   | Ret | 5   | 4   | 3   | 4   | 15  | 4   | 4   | 6   | 1   | 4   | 12  | 174 |
| 5   | Tech 3      | 9   | 4   | 9   | 9   | 14  | 2   | 3   | 3   | 16  | 15  | 4   | 6   | 6   | 7   | 9   | 14  | 7   | 149 |
| 6   | Moriwaki    | 5   | 9   | 3   | 2   | 12  | 3   | 17  | 14  | 10  | 12  | 19  | 7   | 25  | 13  | 10  | 7   | 1   | 138 |
| 7   | Pons Kalex  | 11  | 24  | 15  | 6   | 3   | 18  | 16  | 9   | 22  | 6   | 10  | Ret | 5   | 31  | 13  | 8   | 21  | 77  |
| 8   | MZ          | 15  | 10  | 27  | 15  | 10  | 12  | 4   | 8   | 23  | 29  | 24  | 27  | 11  | 12  | Ret | Ret | 4   | 61  |
|     | Ten Kate    |     |     |     |     |     |     | 22  |     |     |     |     |     |     |     |     |     |     | 0   |
|     | TSR         |     |     |     |     |     |     |     |     |     |     |     |     |     | 28  |     |     |     | 0   |
|     | MIR         |     |     |     |     |     |     |     |     |     |     |     |     |     |     |     |     | 28  | 0   |
| Pos | Constructor | QAT | ESP | POR | FRA | CAT | GBR | NED | ITA | GER | CZE | IND | RSM | ARA | JPN | AUS | MAL | VAL | Pts |